# Chiesa dei Santi Pietro e Paolo (Brebbia)
La chiesa dei Santi Pietro e Paolo è il principale edificio religioso di Brebbia, in provincia di Varese ed arcidiocesi di Milano. È considerato uno degli edifici romanici meglio conservati della provincia, costruito sulle fondamenta di una più piccola chiesa del VII secolo e probabilmente sui resti di un antico tempio pagano. L'aspetto più notevole della chiesa è dato dall'accuratezza del paramento murario, realizzato con blocchi di serizzo, granito e pietra d'Angera, dalla ricchezza di lavorazioni del portale meridionale e dalla presenza, all'interno, di un affresco con il ciclo della Passione che non ha precedenti in territorio varesino.

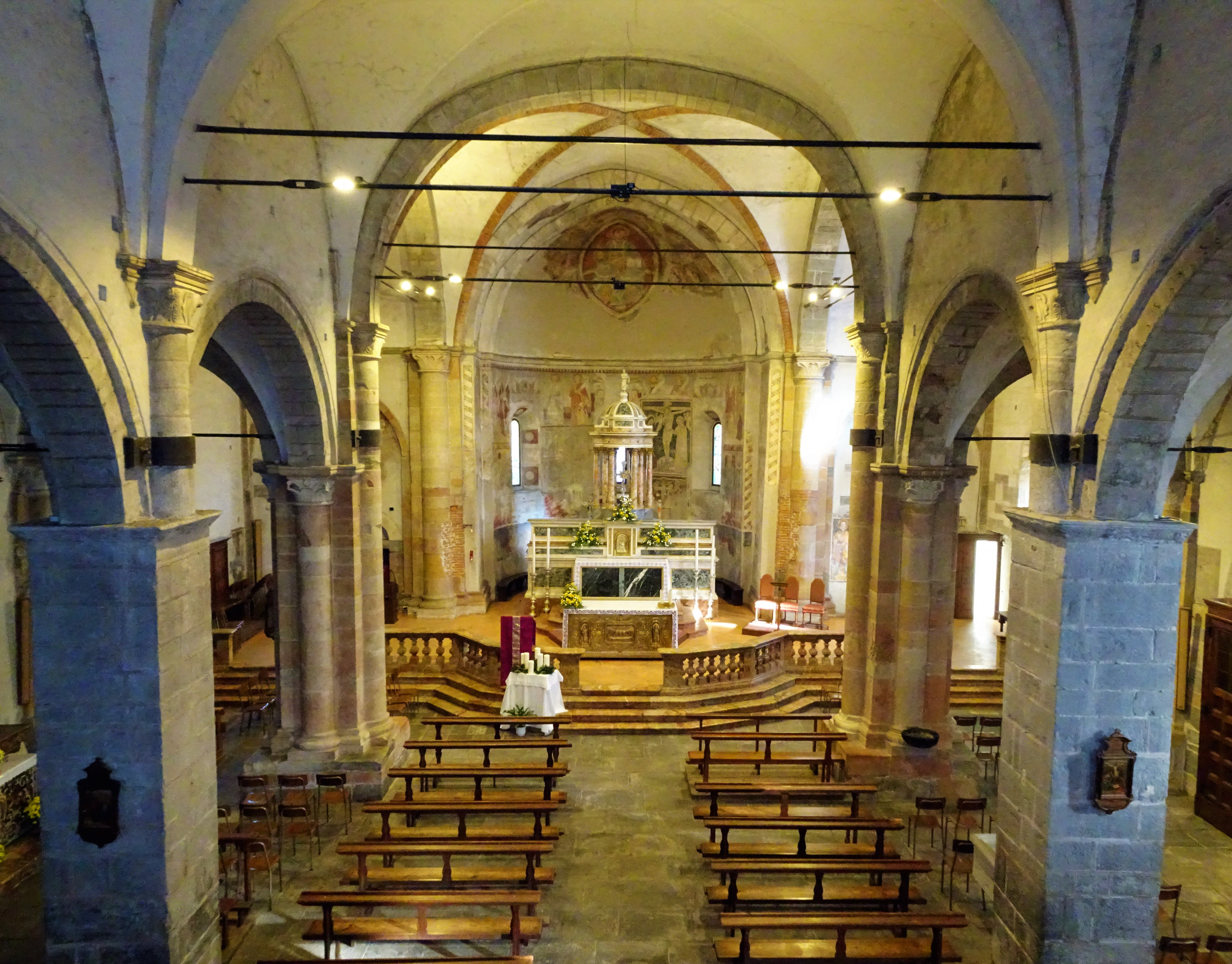
Interno

## Storia

### Origini
Alla fine del IV secolo i due fratelli Giulio e Giuliano, originari dell'isola di Egina arrivano sulle rive del Cusio e si dedicano, con il beneplacito dell'imperatore Teodosio I all'abbattimento dei luoghi di culto pagani e alla costruzione di chiese. 
Ancora oggi è possibile vedere murata una lapide all'esterno della parte nord e riportando un'iscrizione romana molto consunta dove è leggibile il nome della dea Minerva. 
MINERV(a)
E. C. ALB(in)
VS. CAS(si)
ANUS
V S L M
traduzione: Alla dea Minerva, Gaio Albino Cassiano, Sciolse il voto volentieri e meritatamente
Durante il V secolo, dopo diverse invasioni barbariche contro la città di Brebbia, la Chiesa acquistò importanza e gli fu concesso il titolo di "Pieve", diventando il centro degli arcipreti di Insubria. La Chiesa ormai pesantemente impoverita perse il titolo di Pieve nel  1567 a.C. , quando Milano decise di passarla a Besozzo.
La lettura di documenti e l'esito di scavi eseguiti negli anni Sessanta hanno messo in evidenza l'esistenza di una chiesetta giacente tra il campanile e l'edificio attuale.

### L'edificio romanico
Dovuto ad una popolazione ormai crescente venne decisa la costruzione di una nuova chiesa tra l'XI secolo e il XII secolo, edificio che fu eretto nell'ultimo quarto del 1100. 
Il campanile appartiene alla vecchia chiesa di Santa Maria (in origine San Pietro) sostituito da quello attuale. La famiglia Besozzi acquistò potere nel XII secolo e finanziò la costruzione di varie chiese e monumenti, tra cui la Chiesa di San Pietro e Paolo a Brebbia. Questo finanziamento ha permesso alla famiglia di acquisire potere nell'area e di ottenere un trattamento favorevole negli affari della Chiesa cattolica. La famiglia aveva uno stemma caratterizzato da un'aquila volante d'oro, che presenta l'affresco della Crocifissione della chiesa.
Il suo stile architettonico è romanico ed elementare, caratterizzato da una facciata a capanna di conci a corsi regolari dove si alternano serizzo, granito e pietra d'Angera, tre navate e un'abside, situati all'estremità della navata principale e orientati verso est. C'è un transetto che esce dalle navate secondarie.
Nel corso dei secoli ha subito diverse modifiche come la navata principale che era originariamente caratterizzata da una trave e le sue capriate, sostituita nel XVII secolo da delle volte e la facciata, originariamente a capanna, fu trasformata secondo uno schema a salienti. Questa ristrutturazione ha destabilizzato l'edificio e per questo ha richiesto ulteriori modifiche strutturali nel 1939, tra cui l'aggiunta di tiranti e piastre di metallo. Queste aggiunte rimangono ancora visibili all'esterno della chiesa sia nella parte superiore della facciata che lungo tutte le pareti dell'edificio .. 
(Francesco Bombognini e Carlo Redaelli, Antiquario della Diocesi di Milano, Milano, Coi tipi di Giovanni Pirotta, 1828, pp. 65-67)
Nel 1844 fu dichiarato monumento nazionale.

## Descrizione

### Esterno
La facciata della chiesa mostra i tetti inclinati, che provengono dall'elevazione della navata principale del 1600. La struttura originale della chiesa era fatta a forma di capanna. L'elevazione della navata è nascosta dall'intonaco. Lungo tutta la base delle pareti esterne corre un profilo attico. Il fronte della Chiesa è diviso in tre parti come è dentro. Nella parte alta della parte anteriore c'è un oculus, situato nel mezzo, e due finestre a lancetta singola nelle navate secondarie. Le monofore in facciata e quelle dei lati sono dotate di strombatura.

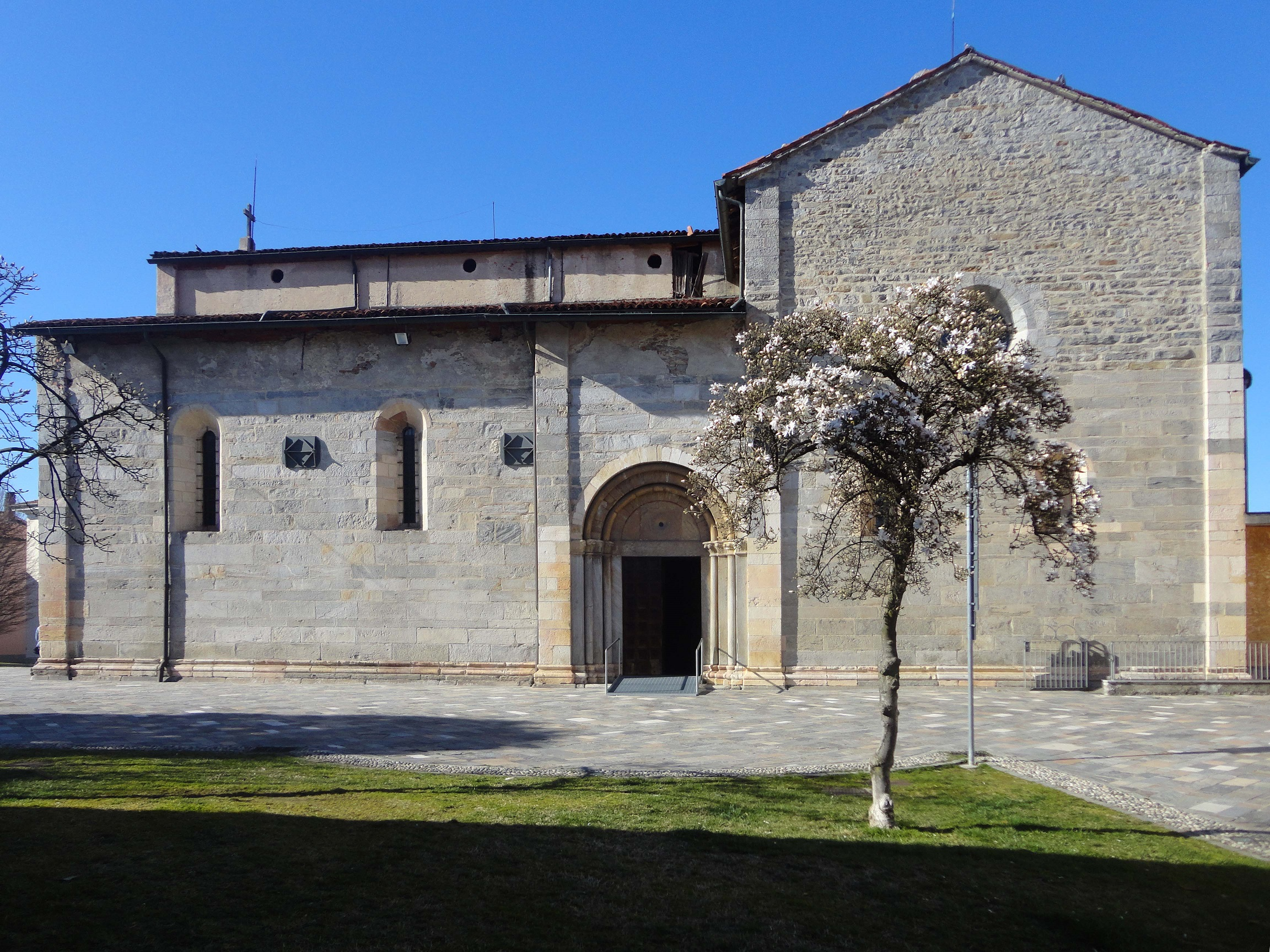
fianco meridionale

Gli architetti hanno deciso di completare la facciata con due porte: la porta principale si trova al centro e ha una porta secondaria accanto, che è più piccola. Sul lato sud dell'edificio, c'è una porta nel mezzo a due finestre a lancetta singola, simili a quelle nella parte anteriore. Il portale è particolarmente decorato e viene utilizzata come ingresso principale della chiesa. Il transetto è aperto da due finestre a lancetta singola situate a un livello basso con un oculo nel mezzo. L'abside è chiuso dal transetto, ed è diviso in tre parti da due mezzl piedistalli. Ogni parte è definita da una finestra allargata a lancetta singola con un arco e solide pietre di Angera. La finestra a lancetta singola della parte centrale è più grande delle altre e più elegante. È simile alla porta sul lato sud dell'edificio. Il lato nord dell'edificio è semplice senza finestre. 

### Interno

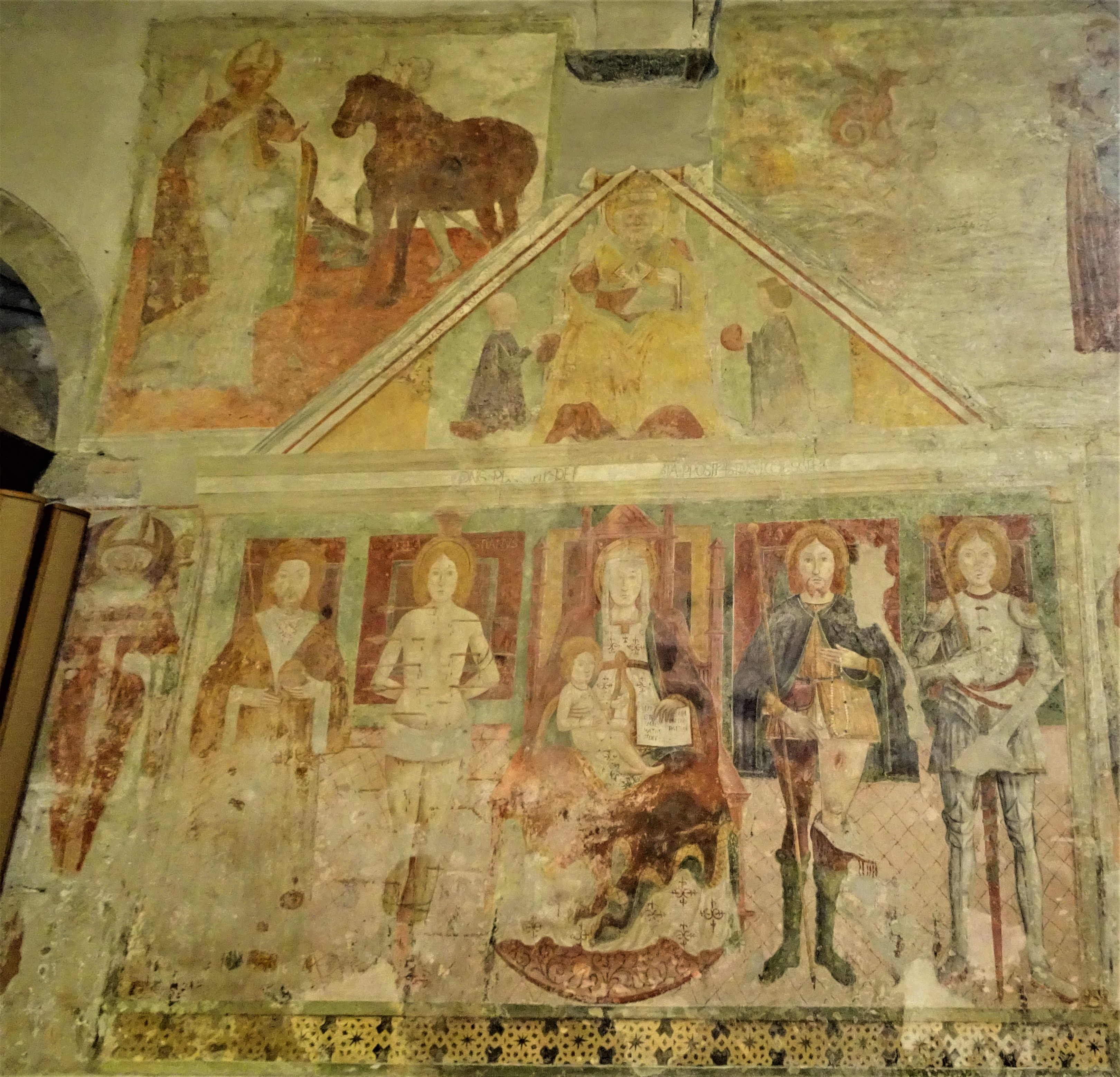
Madonna in trono col Bambino e Santi, affresco

L'interno è a tre navate su pilastri quadrati. In origine aveva un tetto a capriate sulla navata centrale, modificato durante il XVII secolo. Le semicolonne che partono dal livello dei capitelli sono state utilizzate per sostenere la caduta delle volte del XVII secolo. Dall'interno della chiesa, sono evidenti i problemi relativi alla ristrutturazione della chiesa. Le navate sono caratterizzate da tre campate e la navata principale ha il doppio delle navate secondarie. I pilastri della Chiesa sono caratterizzati da forme diverse. Presentano un'ampia volta a crociera, situata al centro del transetto. Quest'area è l'unica originariamente coperta dalla volta, per enfatizzare la parte santa della Chiesa. 
L'ampia abside orientale ha forma di ogiva e conserva ancora affreschi del XV secolo.
All'interno una Crocefissione dipinta nel 1368 con a lato della croce lo stemma della famiglia locale dei Besozzi, caratterizzato da un'aquila volante d'oro, una Madonna in trono col Bambino e Santi (XIV secolo) sotto alla quale si intravedono frammenti di un affresco tardo duecentesco raffigurante la crocefissione. 
La Chiesa evidenzia analogie architettoniche con altre Chiese della zona. Queste chiese furono costruite intorno al XII secolo e includono: la Chiesa di Santa Maria del Tiglio; la Chiesa di S. Antonio di San Fedele Intelvi; la Chiesa di S. Vittore di Bedero; e la Chiesa di San Pietro di Gallarate. Queste chiese sono caratterizzate da un'architettura romanica e si basavano su tre navate e un'abside. L'abside è situata all'estremità della navata principale.
I critici d'arte hanno avanzato l'ipotesi che tutti questi furono costruiti sotto la guida principale di Giulio di Orta, a causa della somiglianza nello stile.